# ماه نا ماه نا (أغنية)

ماه نا ماه نا (بالإنجليزية: Mah Na Mah Na)‏ هي أغنية شعبية للملحن الإيطالي بييرو أوميلياني Piero Umiliani، ظهرت أول مرة في الفيلم الإيطالي «السويد: الجنة والجحيم» في عام 1968، لم تحقق الأغنية شعبية في الولايات المتحدة ولا في بريطانيا، لكنها أصبحت معروفة عالميا بعد ظهورها في البرنامج التلفزيوني الكوميدي البريطاني «بيني هيل شو The Benny Hill Show»، ثم البرنامج التلفزيوني الأمريكي «عرض الدمى The Muppet Show». بدأت شهرة الأغنية في البلدان الناطقة باللغة الإنجليزية عندما تم تقديمها في «عرض ريد سكيلتو The Red Skelton Show» لموسم 1969-70.
سمع منتج برنامج «شارع السمسم Sesame Street» جوان غانز كوني الأغنية في الإذاعة وقرر أنها ستكون إضافة مثالية للعرض، وتم عرضها في الحلقة الرابعة عشرة من العرض، التي تم بثها في 27 نوفمبر 1969، وفي يوم الأحد التالي، أدى هنسون ودميه المتحركة الأغنية في «برنامج إد سوليفان»، وبعد سبع سنوات، كانت الأغنية جزءًا من الحلقة الأولى من «عرض الدمى The Muppet Show» عام 1976. قدم الأغنية الكوميدي البريطاني «بيني هيل» الأغنية في عام 1971.

## نسخة للأغنية باللغة العربية

قدم الكوميدي المصري «سمير غانم» الأغنية ضمن البوم صدر    التنفيذ الموسيقي والكورال «فرقة الحياة» وتوزيع «محمد هلال»، كما قدمها في فيلم من بطولته تحت عنوان «حسن بيه الغلبان» للمخرج هنري بركات عام 1982.
كلمات أغنية مانا مانا النسخة العربية
سامو عليكم
أنا راجل مش بنام
نفسي مرة أنام
بقالي سنة مش بنام
مانا مانا... أنا عايز أنام... مش عارف أنام
قالوا ماتشربش شاي
قلت مش هاشرب شاي
قالوا ماتشربش قهوة
قلت مش هاشرب قهوة
قالوا ماتشربش مية
مش هاشرب مية
ومش بنام
ازاي إنام
يارب أنام
أنام أنام... فين الحمام؟ ... عشان أنام
رحت ل بابا
قلت عايز أنام
رحت ل ماما
قلتلها مش عارف أنام
رحت لتيزة
قلتلها مش عارف أنام
أنام أنام... وبابا نام... وتيزة نام
أنا مش بنام... ومحدش بنام... ويارب مانام
ياربي... دا كله نام

## وصلات خارجية
https://www.youtube.com/watch?v=PnGbs_pElbg ماه نا ماه نا (أغنية)
https://www.youtube.com/watch?v=kV-rWFlaGHc ماه نا ماه نا (أغنية)
https://www.youtube.com/watch?v=8N_tupPBtWQ ماه نا ماه نا (أغنية)
https://www.youtube.com/watch?v=GDmCIT73Hgk ماه نا ماه نا (أغنية)
https://www.youtube.com/watch?v=y5W60VwDkas ماه نا ماه نا (أغنية)